# 골든 웨이브
골든 웨이브(영어: Golden Disk Awards)는 대한민국  K팝을 대표하는 가수들이 해외에서 공연을 펼치는 행사이다.

## 같이 보기
- 골든 디스크